# Frank Shorter
Frank Shorter (n. 31 octombrie 1947, München, Germania sub ocupație aliată) este un maratonist ce a reprezentat Statele Unite ale Americii, medaliat olimpic. A participat la două ediții ale Jocurilor Olimpice (1972, 1976) în care a câștigat o medalie de aur și o medalie de argint.

## Palmares
| An   | Competiție                  | Locație                      | Loc | Eveniment | Note     |
| ---- | --------------------------- | ---------------------------- | --- | --------- | -------- |
| 1971 | Jocurile Panamericane       | Santiago de Cali, Columbia   | 1   | 10 000 m  | 28:50,8  |
| 1971 | Jocurile Panamericane       | Santiago de Cali, Columbia   | 1   | maraton   | 2:22:40  |
| 1972 | Jocurile Olimpice           | München, Germania de Vest    | 5   | 10 000 m  | 27:51,32 |
| 1972 | Jocurile Olimpice           | München, Germania de Vest    | 1   | maraton   | 2:12:20  |
| 1975 | Campionatul Mondial de Cros | Rabat, Maroc                 | 20  | 12 km     | 36:25    |
| 1976 | Jocurile Olimpice           | Montreal, Canada             | 2   | maraton   | 2:10:46  |
| 1976 | Maratonul din New York      | New York, Statele Unite      | 2   | maraton   | 2:13:12  |
| 1977 | Cupa Mondială               | Düsseldorf, Germania de Vest | 6   | 10 000 m  | 28:52,5  |
| 1978 | Maratonul din New York      | New York, Statele Unite      | 12  | maraton   | 2:19:32  |
| 1979 | Jocurile Panamericane       | San Juan, Puerto Rico        | 3   | 10 000 m  | 29:06,4  |
| 1980 | Chicago Marathon            | Chicago, Statele Unite       | 9   | maraton   | 2:23:38  |
| 1981 | Chicago Marathon            | Chicago, Statele Unite       | 3   | maraton   | 2:17:27  |